# The Sims 2: Nightlife
The Sims 2: Nightlife — друге доповнення для відеогри 2004 року жанру симулятору життя «The Sims 2». В Північній Америці вийшло 13 вересня 2005, в ЄС, Австралії, Новій Зеландії — 16 вересня 2005. Для Mac OS X реліз відбувся 27 березня 2006. Доповнення сфокусоване на новому районі під назвою Центр, в якому присутні багато різних активностей, наприклад, боулінг, караоке, походи в ресторани та бари, танці, фотографування у фото-кабінках. Також у грі з'явилися вампіри, а у сімів з'явилася можливість ходити на побачення із іншими сімами.
Разом із базовою грою («The Sims 2») та мінорним доповненням «Celebration Stuff», «The Sims 2: Nightlife» входить до збірки «The Sims 2: Double Deluxe».
Схожими доповненнями є «The Sims 3: Late Night» для «The Sims 3», яке вийшло 26 жовтня 2010, та «The Sims: Hot Date» для «The Sims», яке вийшло 14 листопада 2001.

## Ігровий процес
Ігровий процес доповнення «The Sims 2: Nightlife» сконцентрований на нічному урбаністичному житті. Було додано багато нових функцій у спілкуванні та більш ніж 125 нових об'єктів, включаючи автомобілі. З'явились нові NPC: ді-джеї, цигани і вампіри. Сам сім також може стати вампіром, якщо буде вкушеним. Додалось нове прагнення по життю: прагнення задоволень. З ним сім хоче ходити в ресторани, боулінг клуби, знайомитись із новими сімами, запрошувати й проводити побачення. У будуванні з'явилася можливість будування басейнів із діагональним кутом, проте на них не можна ставити сходи чи трамплін. З'явились дві нові радіостанції та нові саундтреки. Тепер сімів можна збирати в групи, аби ходити гуляти, грати в карти, співати караоке. Груп можна створювати безкінечну кількість.

### Новий район
«The Sims 2: Nightlife» додало новий район під назвою Центр. В ньому присутні будівлі для розваг, а також різні магазини та ресторани. В новому районі можна придбати власний будинок чи збудувати його на вільному лоті.

### Лють
Тепер сіми можуть лютувати. Якщо він/вона сильно посвариться з іншим сімом, їхні стосунки не тільки понизяться, а й перейдуть у стан лютування. Для покращення стосунків тепер не достатньо мирно поговорити чи пожартувати. Повинен минути час, поки сіми не відпустять образу. Найчастіше сіми входять у стан люті, коли впіймали свого чоловіка/дружину під час зрадження.

### Вампіри
У доповненні з'явились нові персонажі — вампіри. Самі сіми також можуть стати ними. Якщо сім подружиться з вампіром і попросить його вкусити себе, то заразиться вампіризмом. Вампіри мають гострі зуби, червоні очі і бліду шкіру, не мають ніякого віддзеркалення в дзеркалах і можуть перетворюватися на кажана. Вампіри не старіють. Якщо вампір вийде на двір при сонячному світлі, то його/її потреби почнуть швидко падати. Якщо вчасно не сховатись — сім-вампір помре. Спати вампіри мають у трунах (спеціальне ліжко в режимі покупок). Щоб вилікуватися від вампіризму, потрібно придбати спеціальне зілля у циганів.

### Автомобілі
Тепер у сімів з'явилися автомобілі. В грі є п'ять машин на вибір. Сім може їздити на ній на роботу чи в центр міста, відвозити дітей в школу. Щоб авто не викрали, потрібно поставити сигналізацію та побудувати гараж.

## Рецензії
| Агрегатор    | Оцінка |
| ------------ | ------ |
| GameRankings | 76.07% |
| Metacritic   | 76 %   |

| Видання                  | Оцінка |
| ------------------------ | ------ |
| Computer and Video Games | 5.8/10 |
| Eurogamer                | 6/10   |
| GameSpot                 | 8/10   |
| GameSpy                  | 4/5    |
| GamesRadar+              | [ 10 ] |
| IGN                      | 8.2/10 |

Доповнення отримало оцінку у 76 % від агрегаторів GameRankings та Metacritic.